# Dự án Đào tạo Họa sĩ diễn hoạt trẻ
Dự án Đào tạo Họa sĩ diễn hoạt trẻ (tiếng Nhật: 若手アニメーター育成プロジェクト Hepburn: Wakate Animētā Ikusei Purojekuto? tiếng Anh: Young Animator Training Project) là một dự án thường niên, được tổ chức lần đầu vào năm 2010; dự án được tài trợ bởi Cục Văn hóa của chính phủ Nhật Bản nhằm mục đích hỗ trợ đào tạo các họa sĩ diễn hoạt trẻ. Dự án tập trung nhiều vào một loạt những bộ phim anime ngắn được sản xuất bởi các xưởng phim hoạt hình khác nhau mỗi năm với các tên gọi:
- Project A, tổ chức năm 2011
- Anime Mirai (tiếng Nhật: アニメミライ?, tiếng Việt:Tương lai Anime, tiếng Anh: Anime Future), tổ chức trong khoảng thời gian 2012–2015
- Anime Tamago (tiếng Nhật: あにめたまご?, tiếng Việt: Quả trứng Anime, tiếng Anh: Anime Egg), tổ chức vào năm 2016

## Lịch sử
Dự án được tổ chức lần đầu vào năm 2010 bởi Hiệp hội Tác giả hoạt hình Nhật Bản (JAniCA). Nhóm tác giả hoạt hình nhận được 214,5 triệu yên (khoảng 2,27 triệu US$) từ Cục Văn hóa của chính phủ Nhật Bản, và đã phân bổ nguồn quỹ này đến các xưởng phim để đào tạo tại chỗ các họa sĩ diễn hoạt trẻ trong từng năm. Một trong các nguyên nhân hỗ trợ từ Cục Văn hóa Nhật Bản là lo lắng về việc có nhiều công đoạn sản xuất anime đang được thuê gia công từ các nước bên ngoài Nhật Bản - điều đó dẫn đến sự sụt giảm những cơ hội nâng cao các kỹ thuật hoạt hình bên trong Nhật Bản. Năm 2011, Cục Văn hóa một lần nữa cung cấp nguồn vốn cho JAniCA để chọn lựa nhiều hơn các dự án đào tạo họa sĩ diễn hoạt trẻ dưới các gói ngân quỹ cùng tên.
Tháng 4 năm 2014, Hiệp hội Tác giả hoạt hình Nhật Bản (JAniCA) đã công bố rằng họ không còn tổ chức dự án sáng kiến Dự án Đào tạo Họa sĩ diễn hoạt trẻ. Một thời gian sau đó, Hiệp hội Hoạt hình Nhật Bản (AJA) công bố sẽ nhận quản lý dự án.

## Danh sách phim
Các bộ phim dưới đây đều được sáng tạo từ nguồn quỹ hỗ trợ cho Dự án Đào tạo Họa sĩ diễn hoạt trẻ. Các xưởng phim hoạt hình đấu thầu nguồn quỹ, và mỗi năm sẽ có 4 xưởng phim được chọn để sản xuất những bộ phim ngắn. Tất cả các bộ phim ngắn được trình chiếu trong các rạp chiếu phim mỗi năm vào tháng ba.

### Project A
Danh sách các bộ phim ngắn được sản xuất năm 2010.
- Kizuna Ichigeki (キズナ一撃?, lit. Bond Strike) - Ascension
- Ojii-san no Ranpu (おぢいさんのランプ?, lit. The Old Man's Lamp) - TMS Entertainment
- Bannō Yasai Ninninman (万能野菜 ニンニンマン?, lit. Versatile Vegetable Nininman) - P.A.Works
- Tansu Warashi. (たんすわらし。?, lit. Wardrobe Dwellers) - Production I.G

### Anime Mirai 2012
Danh sách các bộ phim ngắn được sản xuất năm 2011.
- BUTA - Telecom Animation Film
- Wasurenagumo (わすれなぐも?, lit. Little Spider Girl) - Production I.G
- Shiranpuri (しらんぷり?, lit. Minding My Own Business) - Shirogumi
- Pukapuka Juju (ぷかぷかジュジュ?, lit. Dudu the Floatie) - Answer Studio

### Anime Mirai 2013
Danh sách các bộ phim ngắn được sản xuất năm 2012.
- Ryo (龍 -RYO-?) - Gonzo
- Little Witch Academia (リトル ウィッチ アカデミア Ritoru Witchi Akademia?) - Trigger
- Aruvu Rezuru - Kikaijikake no Yōsei-tachi (アルヴ・レズル -機械仕掛けの妖精たち-?, lit. Alv Rezul - Mechanical Fairies) - Zexcs
- Death Billiards (デス・ビリヤード Desu Biriyādo?) - Madhouse

Aruvu Rezuru được thay thế cho một bộ phim ngắn được chỉ định là TV Kazoku Channel Jacker, bộ phim được sản xuất bởi Pierrot.

### Anime Mirai 2014
Danh sách các bộ phim ngắn được sản xuất năm 2013.
- Harmonie (アルモニ Arumoni?) - Ultra Super Pictures
- Ōkii Ichinensei to Chiisana Ninensei (大きい一年生と小さな二年生?, lit. The Big First Year Student and the Little Second Year Student) - A-1 Pictures
- Paroru no Miraijima (パロルの未来島?, lit. Parol's Future Island) - Shin-Ei Animation
- Kuro no Sumika -Chronus- (黒の栖-クロノス- lit. Black Nest -Chronus-?) - Studio 4°C[15]

### Anime Mirai 2015
Danh sách các bộ phim ngắn được sản xuất năm 2014.
- Aki no Kanade (アキの奏で?, lit. Aki's Rhythm) - J.C.Staff
- Robotto Kāsan (ロボットかあさん?, lit. Robot Mother) - SynergySP
- Ongaku Shōjo (音楽少女?, lit. Music Girl) - Studio Deen
- Kumi to Chūrippu (クミとチューリップ?, lit. Kumi and Tulips) - Tezuka Productions

### Anime Tamago 2016
Danh sách các bộ phim ngắn được sản xuất năm 2015. Đây là năm đầu tiên sau khi Hiệp hội Hoạt hình Nhật Bản (AJA) quản lý dự án và đổi tên thành Anime Tamago.
- Colorful Ninja Iromaki (カラフル忍者いろまき Karafuru Ninja Iromaki?) - Signal.MD
- UTOPA - Studio 4°C
- Kacchikenee! (かっちけねぇ!?) - Tezuka Productions
- Kaze no Matasaburō (風の又三郎?) - Buemon

### Anime Tamago 2017
Các phim ngắn dưới đây được sản xuất vào năm 2016.
- Charanpoland no Bōken (ちゃらんぽ島の物語? lit. The Charanpoland Adventure) - Studio Comet
- Red Ash: Gearworld - Studio 4°C
- Genbanojō (げんばのじょう-玄蕃之丞-?) - Nippon Animation
- Zunda Horizon (ずんだホライずん Zunda Horaizun?) - WAO Corporation, Studio Live, SSS-Studio

### Anime Tamago 2018
Các phim ngắn dưới đây được sản xuất vào năm 2017.
- Time Driver: Bokura ga Kaita Mirai (TIME DRIVER　僕らが描いた未来? lit. Time Driver: The Future We Drew) - Imagica Image Works, Robot
- Engimon (えんぎもん?) - Studio Nanahoshi, Usagi.Ou
- Twelve Busters (12バスターズ -Twelve busters-?) - Tomason
- Midnight Crazy Trail - Pinako

### Anime Tamago 2019
Các phim ngắn dưới đây được công bố sản xuất vào năm 2018. Tất cả các tựa phim hiện đang gia công.
- Hello We Go! (ハローウィーゴ！?) - Wit Studio
- Chuck Shimezou (チャックシメゾウ?) - Nippon Animation
- Space Attendant Aoi (スペースアテンダントアオイ?) - Keica, Griot Groove
- Captain Baru (キャプテン・バル?) - Flying Ship Studio